# Sinocoelurus fragilis
Il sinoceluro (Sinocoelurus fragilis) è un presunto dinosauro carnivoro, forse appartenente ai celurosauri, i cui resti fossili sono stati ritrovati in Cina in terreni del Giurassico superiore (Titoniano, circa 150 milioni di anni fa). 

## Classificazione
Questo dinosauro è noto solo attraverso alcuni denti fossili, dalla particolare forma piuttosto insolita se rapportati ai denti degli altri teropodi. I dinosauri carnivori, infatti, avevano generalmente denti dai margini seghettati, mentre quelli di Sinocoelurus possedevano un margine tagliente ma liscio. Alcuni gruppi di teropodi molto diversi fra loro, però, possedevano denti di questo tio: è il caso di alcuni troodontidi (piccoli carnivori snelli) e degli spinosauridi (giganteschi predoni ittivori). I denti di Sinocoelurus, denominati da Yang nel 1942, furono descritti come "lunghi, sottili, moderatamente incurvati e compressi". Attualmente Sinocoelurus non è considerato un genere valido, e potrebbe non essere nemmeno un dinosauro. 